# Oddity (pel·lícula)
Oddity és una pel·lícula de terror irlandesa del 2024 escrita i dirigida per Damian McCarthy. Segueix una mèdium cega que treballa en un gabinet de curiositats que encara pateix per la mort de la seva germana bessona un any abans quan un golem de fusta de la seva col·lecció esdevé crucial per a la seva recerca per descobrir la veritat sobre l'assassinat de la seva germana. S'ha subtitulat al català.
La pel·lícula es va estrenar a South by Southwest el 8 de març de 2024, on va guanyar el Premi del Públic a la secció Midnighter del festival. Va ser llançat a Irlanda i al Regne Unit el 30 d'agost de 2024.

## Argument
Una nit, Dani Odello-Timmis, la dona del psiquiatre Ted Timmis, és brutalment assassinada mentre reformava la casa de camp de la parella acabada d'adquirir. Olin Boole, un dels antics pacients de Ted, va visitar Dani aquella nit, advertint-la que un desconegut s'havia infiltrat a casa. Es creu que Olin és l'assassí, i més tard és trobat per Declan Barrett, assassinat a la seva habitació a la casa de mig camí.
Un any més tard, la germana bessona de Dani, Darcy Odello, una cega clarivident  amb poders psicomètrics, rep la visita de Ted a la seva botiga del Gabinet de Curiositats a Cork, i els dos fan plans per tornar-hi. Ted li dóna l'ull de vidre d'Olin, que després intenta llegir. Uns quants dies després, Darcy arriba inesperadament a la casa de camp on ara resideix Ted amb la seva nova xicota Yana, una representant farmacèutica. Abans de l'arribada de Darcy hi ha l'enviament d'una gran caixa que conté un estrany golem de fusta de mida natural.
Ted marxa al seu torn de nit a l'hospital, deixant Darcy sola amb la Yana, que vol marxar però se li impedeix fer-ho quan desapareixen les claus del seu cotxe. Yana s'espanta quan nota que el golem canvia de posició inexplicablement i deixa caure el seu telèfon mòbil des d'un replà de dalt, destruint-lo. En examinar el golem, la Yana troba diversos objectes estranys dins dels forats del seu cap, incloses fotografies de Dani i Darcy, flocs de cabell, una dent i un vial de sang. Després d'observar el que sembla ser l'aparició de Dani a la casa, la Yana s'espanta i aconsegueix fugir després de trobar les claus del seu cotxe dins de la caixa on el golem va ser transportat.
Ted torna a la casa per trobar Darcy sola a dalt. Darcy acusa a Ted de ser el responsable de l'assassinat de Dani. Ella revela que va matar l'Olin per venjar Dani, però, en fer una lectura psicomètrica de l'ull de vidre d'Olin, va descobrir que de fet era innocent. Més aviat, diu que va ser Ted qui va organitzar l'assassinat de Dani amb l'ajuda d'Ivan, un encarregat brutal de l'hospital psiquiàtric, perquè pogués estar amb Yana i no perdre la casa en un divorci. L'Olin va escoltar discussions entre Ted i Ivan sobre el pla per matar en Dani, i quan estava previst sortir de l'hospital, va arribar a la casa aquella nit per avisar a Dani.
Per demostrar la seva innocència, Ted ofereix a Darcy que porti l'investigador que va presidir el cas. No tenint el seu número a mà, deixa el seu mòbil a la Darcy, després va a trucar a l'investigador des del seu despatx i li diu que la truqui. En Ted torna a l'hospital i truca al seu mòbil. Quan Darcy va a recuperar-la, cau per una trampa que Ted va treure, aterrant al terra de pedra de sota. A les ordres de Ted, l'Ivan visita la casa per assegurar-se el destí de Darcy, només per ser perseguit i brutalitzat pel golem de fusta, que Darcy sembla animar de manera sobrenatural abans de sucumbir a les seves ferides.
Algun temps després, l'Ivan, després d'haver sobreviscut a l'atac, és ingressat a l'hospital psiquiàtric per Ted després de divagar sobre el golem que cobrava vida. Després d'haver perdut el seu poder amb la mort de Darcy, Ted assumeix que l'Ivan està boig de culpa i por de l'infern que li van ensenyar durant la seva educació catòlica. Per assegurar-se que no confessa l'assassinat de Dani, Ted allibera a l'hospital un violent caníbal que mata l'Ivan. Ted torna a la casa de camp, on ara resideix sol; Yana va trencar la seva relació, pertorbada per la indiferència de Ted que tant Dani com Darcy van morir a casa seva. A la porta, en Ted troba una petita caixa lliurada a la botiga de curiositats de Darcy. A dins hi ha una campana de trucada que Darcy li havia mostrat anteriorment, que ella va indicar que estava perseguida pel fantasma d'un grum que va morir en un hotel local i mata a qui la truca. Inicialment vacil·lant, en Ted finalment fa sonar el timbre per demostrar la visió del món racionalista que va argumentar anteriorment a Darcy. Observant momentàniament el seu entorn sense cap indicació de l'esperit, comença a relaxar-se. Mentre ho fa, no és conscient de l'esperit del grum darrere seu.

## Repartiment
- Carolyn Bracken com a Dani Odello-Timmis / Darcy Odello[4]
- Gwilym Lee com a Ted Timmis, psiquiatre i marit de Dani[4]
- Tadhg Murphy com a Olin Boole[4]
- Caroline Menton com a Yana, xicota de Ted[4]
- Steve Wall com a Ivan
- Jonathan French com a Declan Barrett

## Producció
La pel·lícula es va rodar al mateix graner reconvertit al County Cork, Irlanda, com la primera pel·lícula de McCarthy, Caveat. McCarthy estava desenvolupant Oddity al mateix temps que treballava a Caveat.
L'artista d'efectes Paul McDonnell va crear el golem de fusta a mida real amb l'aportació de McCarthy. McCarthy cita pel·lícules com Child's Play i Creepshow com a influències. "Sóc un gran fan d'aquelles antigues pel·lícules de 'ninot cobra vida' ", va dir el 2024. "Però sempre són petites, i vaig pensar que estaria bé tenir-ne una de la teva mida, això seria una força a tenir en compte si cobrés vida".
McCarthy, que navega sovint per botigues d'antiguitats, va adquirir ell mateix molts dels accessoris per a la pel·lícula. El personatge Olin Boole va ser el tema del curtmetratge de McCarthy del 2013 How Olin Lost His Eye, que explora la història de fons del personatge.

## Llançament
El febrer de 2024, Blue Finch Films va adquirir els drets de distribució internacional de la pel·lícula. La pel·lícula es va estrenar a South by Southwest el 8 de març de 2024, on va guanyar el premi del públic a la secció Midnighter del festival. Va guanyar el premi del públic al llargmetratge al Overlook Film Festival l'abril de 2024.
La pel·lícula es va estrenar als Estats Units el 19 de juliol de 2024, abans de projectar-se al 28è FanTasia el 4 d'agost de 2024. Va ser llançat per Wildcard Distribution a Irlanda i el Regne Unit el 30 d'agost de 2024.

### Mitjans domèstics
Oddity fou llançada en VOD el 20 d'agost de 2024, i en Blu-ray i DVD el 22 d'octubre de 2024.

## Recepció
Al lloc web de l'agregador de ressenyes Rotten Tomatoes, el 96% de les 127 crítiques són positives, amb una valoració mitjana de 7,5/10. El consens del lloc web diu: "Una història de fantasmes elegant i fantasmagòrica puntuada amb sacsejades intel·ligents, Oddity talla els fonaments de l'ensurt i aconsegueix resultats que indueixen a crits". Metacritic, que utilitza una mitjana ponderada, va assignar a la pel·lícula una puntuació de 78 sobre 100, basant-se en 18 crítiques "generalment favorables".
Escrivint per RogerEbert.com,  Sheila O'Malley va elogiar la pel·lícula i li va atorgar tres estrelles i mitja de quatre qualificant-la d' "inquietant i desconcertant", i va assenyalar: No diré més que això: el fotograma final és tan perfecte que supera les expectatives. El moment és una devolució de trucada, però també és una visió del futur. Em fa desitjar haver vist "Oddity" en un programa de mitjanit ple. McCarthy fa el més difícil de tot: s'enganxa a l'aterratge."